# Xiphocentron erato
Xiphocentron erato là một loài Trichoptera trong họ Xiphocentronidae. Chúng phân bố ở miền Tân bắc.